# Lancia Y10

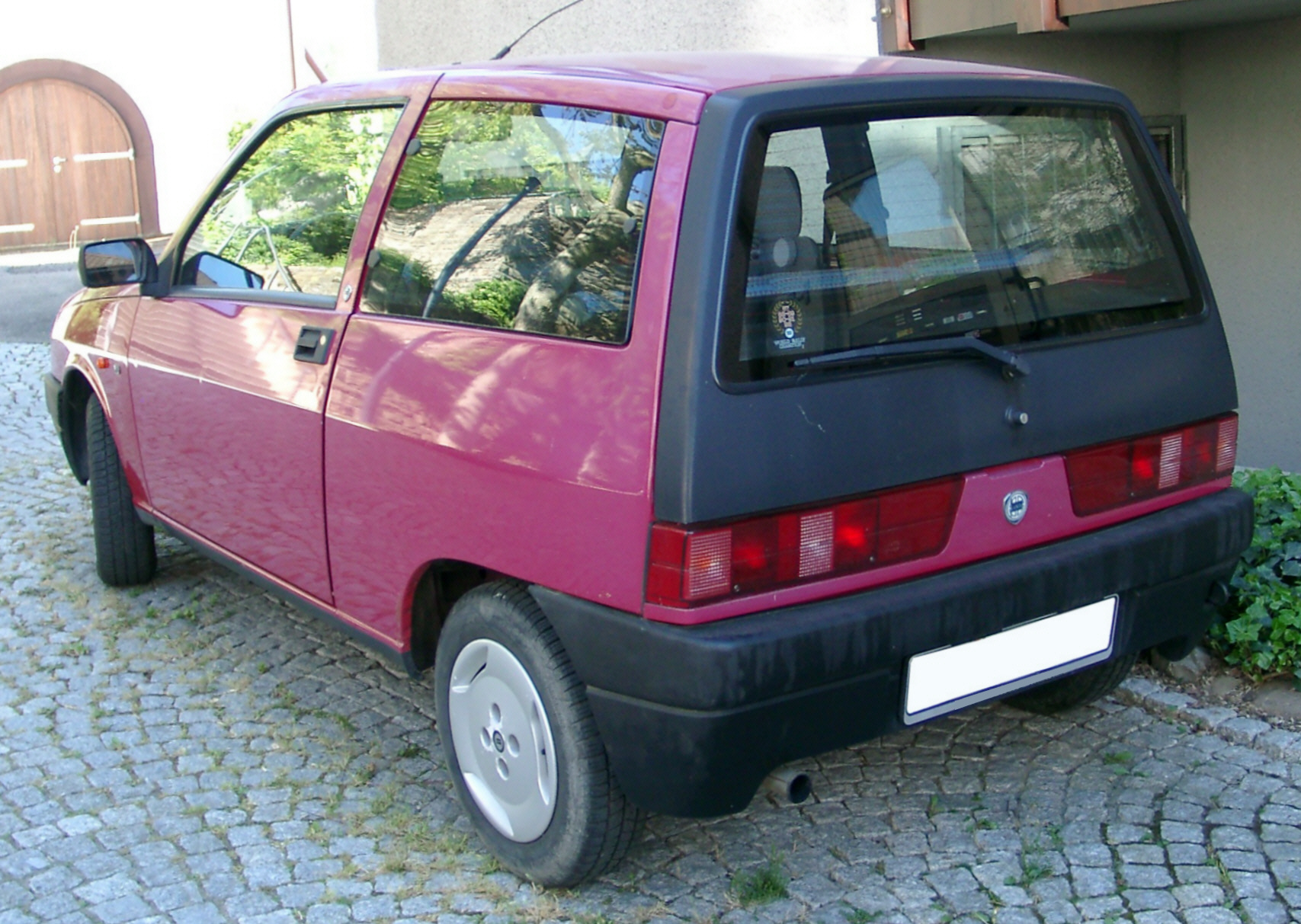

Lancia Y10 var en småbil som presenterades 1985. Modellen ersatte då Autobianchi A112 och tillverkades i Milano. Y10 gick för övrigt under Autobianchivarumärket i Italien. 
Tekniskt byggde den på koncernkollegan Fiats Pandamodell, men Y10 hade en helt egen kaross och marknadsfördes som ett exklusivt alternativ i småbilsklassen. Designen var tidstypiskt kantig och rent avskalad vilket gav bilen ett lågt luftmotstånd. Bakpartiet var abrupt avhugget och anmärkningsvärt är att bakluckan på flertalet versioner var svartlackerad, oavsett övrig karossfärg. 
Y10 fanns bara i ett karossutförande som tredörrars halvkombi och erbjöds med tre bensinmotorer på mellan 1,0 och 1,3 liters slagvolym. Standardutrustningen var omfattande och det fanns under årens lopp en uppsjö med specialvarianter i begränsade upplagor. I Sverige såldes modellen under 1980-talet via SAAB:s återförsäljare.
Lancia Y10 genomgick en ansiktslyftning i början av 1990-talet och tillverkades fram till 1996 då den ersattes av Y-modellen.